# Rio Cepturaru
O Rio Cepturaru é um rio da Romênia, afluente do Olt, localizado no distrito de Olt.